# Lotta libera ai Giochi della XVI Olimpiade - Pesi leggeri
La competizione della categoria pesi leggeri (fino a 67 kg) di lotta libera dei Giochi della XVI Olimpiade si è svolta dal 28 novembre al 1º dicembre 1956 al Royal Exhibition Building di Melbourne.

## Formato
Ad ogni incontro venivano assegnate le seguenti penalità:
- 0 = Al vincitore per schienata
- 1 = Al vincitore per decisione (verdetto di tre giudici)
- 2 = Allo sconfitto per decisione (1:2)
- 3 = Allo sconfitto per decisione (0:3) o schienata

Con cinque penalità o più il lottatore veniva eliminato.
I tre lottatori rimasti disputavano un torneo finale con i risultati acquisiti nel precedenti turni.

## Risultati
| Legenda                                  | Legenda |
| ---------------------------------------- | ------- |
| Lottatore con 5 penalità o più Eliminato |         |

### 1º Turno
Si è disputato il 28 novembre.
| Vincitore         | Pen. | Risultato | Sconfitto            | Pen. |
| ----------------- | ---- | --------- | -------------------- | ---- |
| Muhammad Ashraf   | 0    | Schienata | O Tae-Geun           | 3    |
| Mario Tovar       | 0    | Schienata | Mateo Tanaquin       | 3    |
| Tommy Evans       | 0    | Schienata | James Taylor         | 3    |
| Shigeru Kasahara  | 0    | Schienata | David Schumacher     | 3    |
| Gyula Tóth        | 0    | Schienata | Juan Rolón           | 3    |
| Emam Ali Habibi   | 0    | Schienata | Olle Anderberg       | 3    |
| Roger Bielle      | 1    | 2:1       | Väinö Hakkarainen    | 2    |
| Garibaldo Nizzola | 0    | Schienata | Lakhshmi Kant Pandey | 3    |
| Adil Güngör       | 1    | 3:0       | Georgi Zaychev       | 3    |
| Alimbeg Bestayev  | 0    | Esentato  |                      |      |

### 2º Turno
Si è disputato il 29 novembre.
| Vincitore         | Pen. | Risultato | Sconfitto            | Pen. |
| ----------------- | ---- | --------- | -------------------- | ---- |
| Alimbeg Bestayev  | 0    | Schienata | O Tae-Geun           | 6    |
| Mario Tovar       | 1    | 2:1       | Muhammad Ashraf      | 2    |
| James Taylor      | 4    | 3:0       | Mateo Tanaquin       | 6    |
| Tommy Evans       | 1    | 3:0       | Shigeru Kasahara     | 3    |
| Juan Rolón        | 4    | 3:0       | David Schumacher     | 6    |
| Emam Ali Habibi   | 1    | 3:0       | Gyula Tóth           | 3    |
| Olle Anderberg    | 4    | 2:1       | Väinö Hakkarainen    | 4    |
| Garibaldo Nizzola | 1    | 2:1       | Roger Bielle         | 3    |
| Adil Güngör       | 2    | 3:0       | Lakhshmi Kant Pandey | 6    |
| Georgi Zaychev    | 3    | Esentato  |                      |      |

### 3º Turno
Si è disputato il 30 novembre.
| Vincitore         | Pen. | Risultato  | Sconfitto         | Pen. |
| ----------------- | ---- | ---------- | ----------------- | ---- |
| Alimbeg Bestayev  | 0    | Schienata  | Georgi Zaychev    | 6    |
| Muhammad Ashraf   | 3    | 3:0        | James Taylor      | 7    |
| Tommy Evans       | 2    | 3:0        | Mario Tovar       | 4    |
| Shigeru Kasahara  | 3    | Schienata  | Juan Rolón        | 7    |
| Gyula Tóth        | 3    | Per ritiro | Väinö Hakkarainen | -    |
| Emam Ali Habibi   | 2    | 3:0        | Roger Bielle      | 6    |
| Garibaldo Nizzola | 2    | 2:1        | Adil Güngör       | 4    |
|                   |      | Ritirato   | Olle Anderberg    | -    |

### 4º Turno
Si è disputato il 1º dicembre.
| Vincitore        | Pen. | Risultato | Sconfitto         | Pen. |
| ---------------- | ---- | --------- | ----------------- | ---- |
| Alimbeg Bestayev | 0    | Schienata | Muhammad Ashraf   | 6    |
| Shigeru Kasahara | 3    | Schienata | Mario Tovar       | 7    |
| Gyula Tóth       | 4    | 3:0       | Tommy Evans       | 5    |
| Emam Ali Habibi  | 3    | 3:0       | Garibaldo Nizzola | 5    |
|                  |      | Ritirato  | Adil Güngör       | -    |

### 5º Turno
Si è disputato il 1º dicembre.
| Vincitore       | Pen. | Risultato | Sconfitto        | Pen. |
| --------------- | ---- | --------- | ---------------- | ---- |
| Gyula Tóth      | 5    | 2:1       | Alimbeg Bestayev | 2    |
| Emam Ali Habibi | 4    | 3:0       | Shigeru Kasahara | 6    |

### Turno finale
Si è disputato il 1º dicembre.
| Vincitore       | Pen. | Risultato | Sconfitto        | Pen. |
| --------------- | ---- | --------- | ---------------- | ---- |
| Emam Ali Habibi |      | Schienata | Alimbeg Bestayev |      |

## Classifica finale
| Pos.    | Atleta               | Nazione          |
| ------- | -------------------- | ---------------- |
| Oro     | Emam Ali Habibi      | Iran             |
| Argento | Shigeru Kasahara     | Giappone         |
| Bronzo  | Alimbeg Bestayev     | Unione Sovietica |
| 4       | Gyula Tóth           | Ungheria         |
| 5       | Garibaldo Nizzola    | Italia           |
| 5       | Tommy Evans          | Stati Uniti      |
| 7       | Muhammad Ashraf      | Pakistan         |
| 8       | Mario Tovar          | Messico          |
| 9       | Adil Güngör          | Turchia          |
| 10      | Georgi Zaychev       | Bulgaria         |
| 10      | Roger Bielle         | Francia          |
| 12      | Juan Rolón           | Argentina        |
| 12      | James Taylor         | Gran Bretagna    |
| 14      | Väinö Hakkarainen    | Finlandia        |
| 14      | Olle Anderberg       | Svezia           |
| 16      | David Schumacher     | Australia        |
| 16      | Lakhshmi Kant Pandey | India            |
| 16      | O Tae-Geun           | Corea del Sud    |
| 16      | Mateo Tanaquin       | Filippine        |